# Horst Müller (Künstler, 1943)

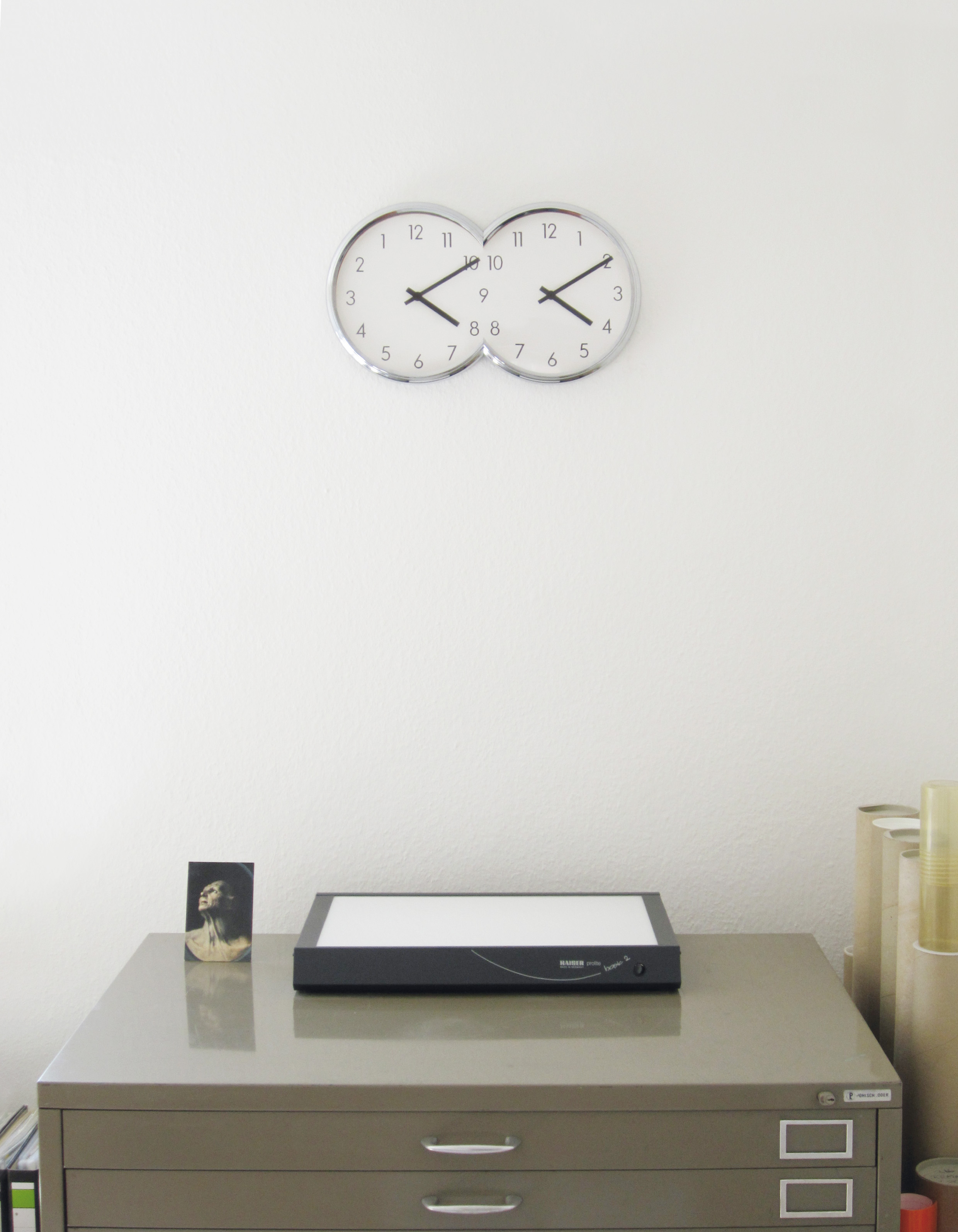
Horst Müller: Das Rendezvous, Zwei Werkstattuhren, 30 × 52 cm, 1985/2001

Horst Müller (* 1943 in Bremerhaven) ist ein deutscher Künstler.

## Werdegang
Host Müller absolvierte von 1959 bis 1962 eine Lehre als Schriftsetzer. 1962 bereiste er für ein halbes Jahr Italien, Frankreich, Portugal und Spanien und besuchte in Madrid den Prado. Von 1964 bis 1971 studierte er Malerei bei Winfred Gaul und Karl Heinrich Greune an der Staatlichen Kunstschule Bremen. Anschließend studierte er Literaturwissenschaften an der Universität Bremen und war dann mehrere Jahre als Lehrbeauftragter an der Hochschule für Gestaltung in Bremen tätig.
In den 1960er Jahren lernte Horst Müller die Künstler Wolfgang Michael und Norbert Schwontkowski in Bremen kennen, mit denen er in einer Atelier- und Wohngemeinschaft lebte. Die 1974 in der Kohlhökerstraße 60a gegründete und über zehn Jahre andauernde Lebens- und Ateliergemeinschaft wurde bald zu einem kulturellen Treffpunkt in der Stadt. In den 1960er und 1970er Jahren reiste Müller Reisen durch Europa und Asien.
1996 hatte er eine Gastprofessur an der Hochschule für Künste Bremen. 2002 war er Stipendiat der Deutschen Akademie Rom Villa Massimo in der Casa Baldi in Olevano Romano.

## Werk
Zunächst beschäftigt sich Horst Müller mittels Malerei und Zeichnung mit den Prinzipien von Ordnung und Chaos. Das Labyrinth als formales und kulturgeschichtliches Phänomen bildet dabei einen frühen Interessensschwerpunkt. Ab Mitte der 1980er Jahre arbeitet er zudem mit Fotografie und Skulptur, inspiriert sowohl von der westlichen Kunst- und Kulturgeschichte als auch von fernöstlichen Philosophien und künstlerischen Traditionen. Er widmet sich in seinen Arbeiten Aspekten von Spiegelung und Unendlichkeit. Seit den 2000ern entstehen Künstlerbücher.
Viele seiner Werke zeigen Alltagsdinge, in denen sich komplexe Bilder, Begriffe und Reflexionen auf einfache Art vergegenständlichen. Thematisch stehen seit langem Spiegelphänomene im Fokus, mit der Methode der Real-Spiegelung versetzt er virtuelle Spiegelbilder in die reale Dingwelt. Durch Dopplung von Objekten, etwa einer Wanduhr oder einer Schreibtischlampe, werden Parallel- oder Gegenwelten erfahrbar.

## Ausstellungen (Auswahl)
- 1978 Kunstgriff, Michael/Müller/Schwontkowski, Paula Modersohn-Becker Museum[9]
- 1981 17 Künstler aus Bremen, Stedelijk Museum Schiedam[9]
- 1991 Interferenzen (mit Wolfgang Winkler), Kunsthalle Bremen[9]
- 1992 Zerotonie, Kunstverein Bremerhaven[10]
- 1993 3 Real-Spiegelungen, Kunstraum Neue Kunst, Hannover[11]
- 1995 Aufbruch einer Szene. Bremen 1963-1967, Städtische Galerie Bremen[9]
- 1998 Horst Müller/Achim Bertenburg, Gesellschaft für Aktuelle Kunst[12]
- 2000 A Boulevard of Broken Dreams, Städtische Galerie Bremen[9]
- 2002 piccolo intermezzo, Casa Baldi, Olevano Romano
- 2004 Der überschaubare Gegenstand, Kunstverein Ruhr in Essen[13]
- 2005 Wer Visionen hat soll zum Arzt gehen, Gesellschaft für Aktuelle Kunst[14]
- 2006 Nichts weiter als ein Rendezvous, Künstlerhaus Bremen (Katalog)[15]
- 2008 ... 5 minutes later, KW Institute for Contemporary Art, Berlin[16]
- 2008 Out of time, Weserburg Museum für moderne Kunst[17]
- 2009 Fisherman’s Friends (mit Christian Haake), Cuxhavener Kunstverein[18]
- 2009 Sterne sehen (mit Christian Haake), Riga Art Space
- 2010 Headwaters, Galerie für Gegenwartskunst, Bremen[19]
- 2014 Silence is Movement (mit Christian Haake), artclub 1563, Seoul/Südkorea
- 2016 EchtZeit – Die Kunst der Langsamkeit, Kunstmuseum Bonn (Katalog)[7]
- 2018 Das Gedeck, Galerie für Gegenwartskunst, Bremen[20]
- 2019 Bildersprachen, Syker Vorwerk[21]
- 2019-26 So wie wir sind, Weserburg Museum für moderne Kunst[22]
- 2020 Invitation to Love – a groupshow curated by FORT, Kunsthalle Bremerhaven[23]
- 2021 Was bleibt, Städtische Galerie Bremen[24]
- 2024 three by chance, Wolfgang Michael/Norbert Schwontkowski/Horst Müller, Kunsthalle Bremen (Katalog)[1]